# SOPA Images
«SOPA Images» - фотожурналістське агентство, засноване у 2017 році. Спеціалізується на висвітленні актуальних новин, соціальних тем, конфліктів, протестів, гуманітарних криз та культурних подій у всьому світі. Штаб-квартира розташована в Гонконзі.

## Історія
SOPA Images було створено з метою підтримки незалежних фотожурналістів і документалістів, які прагнуть висвітлювати суспільно значущі теми. Назва агентства походить від абревіатури «South Pacific», однак з часом організація вийшла за межі регіонального охоплення та стала глобальною платформою.
Засновником агентства є Geovien So та Guillaume Payen, які мали на меті надати незалежним фотографам можливість публікувати свої роботи без втручання великих медіахолдингів.

## Діяльність
Агентство співпрацює з незалежними фотографами по всьому світу. SOPA Images розміщує їхні фоторепортажі на своїй платформі, а також пропонує їх для публікації великим медіаорганізаціям. Знімки агентства регулярно з'являються у міжнародних виданнях, таких як The Guardian, Time, BBC, CNN, Al Jazeera, The New York Times та ін.
Серед тем, які висвітлюють фотографи SOPA Images — політичні протести (зокрема в Гонконзі, М'янмі, Франції), пандемія COVID-19, зміни клімату, міграція, расова нерівність, війна в Україні тощо.

## Особливості
- Незалежність: агентство підтримує принцип вільної преси та не залежить від жодних державних чи корпоративних структур.[1]
- Права авторів: фотографи, які співпрацюють із SOPA Images, зберігають авторські права на свої роботи.
- Етичність: агентство дотримується стандартів етичної журналістики та підкреслює важливість достовірності та контексту візуальної інформації.

## Відомі роботи
Одним із найвідоміших періодів активності стало висвітлення протестів у Гонконзі 2019—2020 років. Фотографії агентства використовувалися численними світовими ЗМІ та здобули міжнародні нагороди.
З 2022 року агенція документує війну в Україні, надаючи зображення з місць бойових дій. Найбільш відомими фотографами, що розміщали репортажі про події з України є Палінчак Михайло, Гусєв Олександр, Онищенко В'ячеслав, Тітов Євген, Чузавков Сергій.